# 紅塔集團

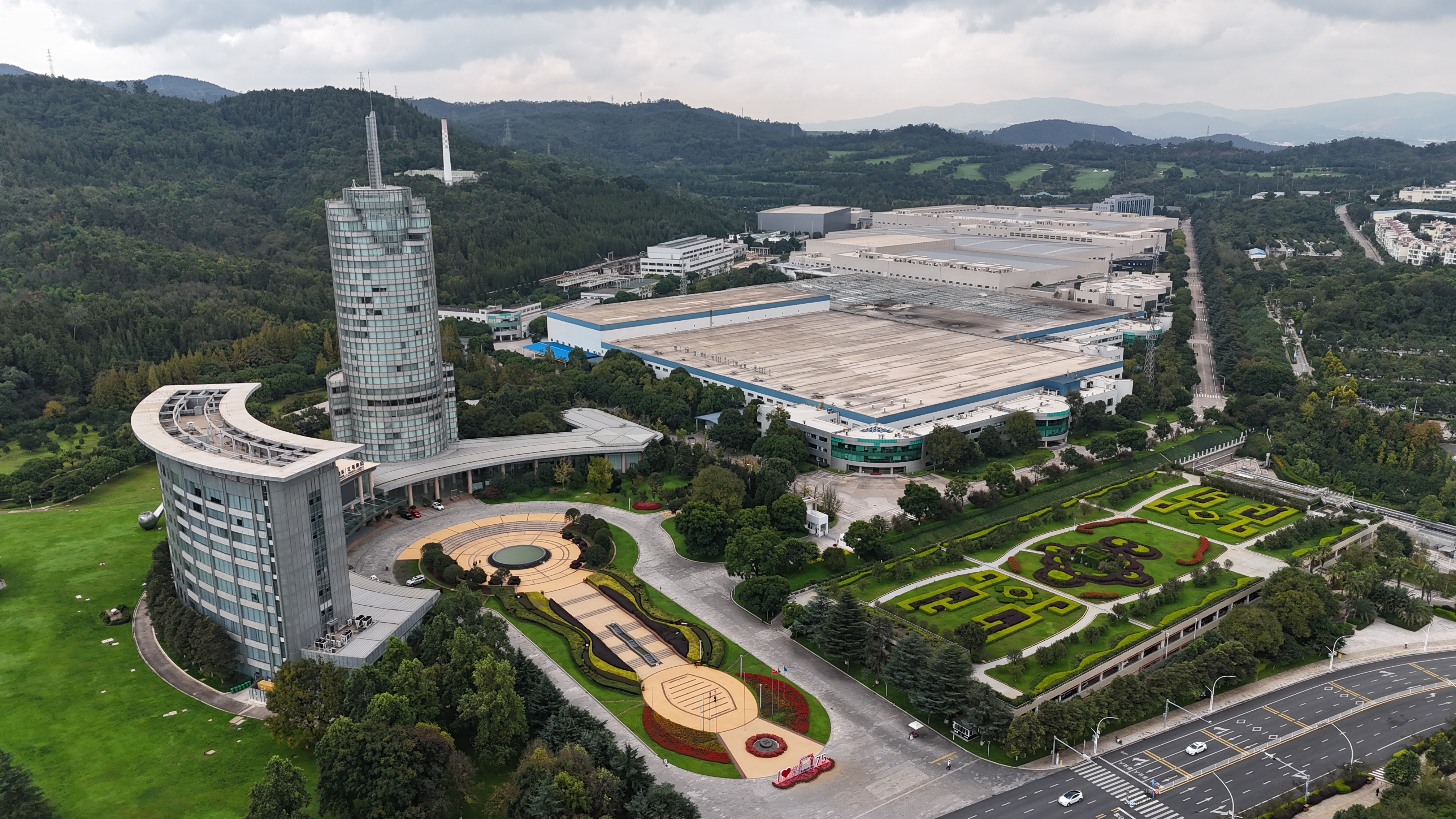
红塔集团总部

雲南紅塔煙草（集團）有限責任公司，簡稱雲南紅塔煙草集團、雲南紅塔集團，以及紅塔集團（英語：Hongta Tobacco Group Company Limited），成立于1953年，原名「玉溪卷煙廠」。總部及地址位於云南省玉溪市红塔大道118号，董事長為王勇。母公司為云南中烟工业有限责任公司，最終控股公司為中國煙草總公司。
現時主要經營煙草企業為主，還經營多元化企業，包括红塔集团玉溪卷烟厂、红塔集团楚雄卷烟厂、红塔集团大理卷烟厂、红塔集团昭通卷烟厂、红塔辽宁烟草有限责任公司、海南红塔卷烟有限责任公司、红塔集团长春卷烟厂、红塔烟叶有限公司、香港红塔国际烟草有限公司、红塔瑞士有限公司、老挝寮中红塔好运烟草有限责任公司等企業。
2015年1月22日雲南中煙工業公司、紅塔集團、紅雲紅河集團，将所有非烟资产全部注入雲南合和集团。整合后，紅塔集團持有75%的股份，紅雲紅河集團持有13%股份，云南中烟持有12%的股份。

## 品牌
红塔山（恭贺新禧）、红塔山（软经典100）、红塔山（国际100）、红塔山（经典150）、红塔山（大经典）、红塔山（硬经典100）、红塔山（软经典1956）、红塔山（硬经典1956）、红塔山（硬新势力）、红塔山（软新）、红塔山（软世纪）、红塔山（硬世纪）、玉溪（硬庄园16支）、玉溪（8090）、玉溪（软境界）、玉溪（软和谐）、玉溪（大成）、玉溪（软尚善）、玉溪（硬和谐）、玉溪（软）、玉溪（硬）、红梅（硬蓝春）、红梅（硬春）、红梅（软黄）、红梅（软顺），以及红梅（硬黄）。